# 1831 (numero)
Milleottocentotrentuno (1831) è il numero naturale dopo il 1830 e prima del 1832.

## Proprietà matematiche
- È un numero dispari.
- È un numero primo.
- È un numero difettivo.
- È un numero omirp.
- È un numero palindromo nel sistema numerico binario e nel sistema numerico esadecimale.
- È un numero ondulante nel sistema numerico esadecimale.
- È un numero poligonale centrale.
- È un numero nontotiente in quanto dispari e diverso da 1.
- È un numero fortunato.
- È un numero congruente.
- È un numero intero privo di quadrati.
- È un numero odioso.
- È parte della terna pitagorica (1831, 1676280, 1676281).

## Astronomia
- 1831 Nicholson è un asteroide della fascia principale del sistema solare

## Astronautica
- Cosmos 1831 è un satellite artificiale russo.